# Triteleia versicolor
Triteleia versicolor är en sparrisväxtart som beskrevs av Robert Francis Hoover. Triteleia versicolor ingår i släktet Triteleia och familjen sparrisväxter.
Artens utbredningsområde är Kalifornien. Inga underarter finns listade i Catalogue of Life.